# Josef Jelínek (piłkarz)
Josef Jelínek ( 9 stycznia 1941 w Pradze, zm. 29 listopada 2024) – czeski piłkarz, napastnik. Srebrny medalista MŚ 62. Długoletni zawodnik Dukli Praga.
Piłkarzem Dukli był w latach 1958–1966. Wielokrotnie zostawał mistrzem Czechosłowacji (1961, 1962, 1963, 1964 i 1966), sięgał po krajowy puchar. Grał także w VTŽ Chomutov (1967–1970), holenderskim Go Ahead Eagles (1970–1972) oraz Bohemians ČKD Praha (1972–1975).
W reprezentacji Czechosłowacji zagrał 10 razy i strzelił 2 gole. Debiutował 29 października 1961 w meczu z Irlandią, ostatni raz zagrał w 1962. Podczas MŚ 62 wystąpił w pięciu spotkaniach.
W 1998 został odznaczony Medalem Za zasługi II stopnia.